# Chaitophorus vitellinae
Chaitophorus vitellinae är en insektsart som först beskrevs av Franz Paula von Schrank 1801. Enligt Catalogue of Life ingår Chaitophorus vitellinae i släktet Chaitophorus och familjen långrörsbladlöss, men enligt Dyntaxa är tillhörigheten istället släktet Chaitophorus och familjen borstbladlöss. Arten är reproducerande i Sverige.

## Underarter
Arten delas in i följande underarter:
- C. v. danubicus
- C. v. vitellinae